# Liste der Monuments historiques in Saint-Germain-sur-Meuse
Die Liste der Monuments historiques in Saint-Germain-sur-Meuse führt die Monuments historiques in der französischen Gemeinde Saint-Germain-sur-Meuse auf.

## Liste der Objekte
| Bezeichnung                                                                             | Beschreibung | Standort                        | Kennzeichnung | Schutzstatus | Datum | Bild |
| --------------------------------------------------------------------------------------- | --- | ------------------------------- | ------------- | ------------ | ----- | ---- |
| Marienaltar                                                                             | linker Seitenaltar; Altartisch, Altaraufbau und Retabel; Stein, Stuck und Holz, farbig gefasst, erste Hälfte des 18. Jahrhunderts; zugehörig PM55001071 und PM55001072 | in der Kirche St-Germain (Lage) | PM55001070    | Classé       | 1993  |      |
| Skulptur Madonna mit Kind                                                               | in der Altarnische; Stein, erste Hälfte des 18. Jahrhunderts | in der Kirche St-Germain (Lage) | PM55001071    | Classé       | 1993  |      |
| Vier Skulpturen: Christus, zwei Soldaten und ein Kleriker                               | auf der Altarbekrönung sowie neben dem Altar; Stein, erste Hälfte des 18. Jahrhunderts                                                                                 | in der Kirche St-Germain (Lage) | PM55001071    | Classé       | 1993  |      |
| Michaelsaltar                                                                           | rechter Seitenaltar; Altartisch und Retabel; Stein, erste Hälfte des 18. Jahrhunderts; zugehörig PM55001068 und PM55001069                                             | in der Kirche St-Germain (Lage) | PM55001067    | Classé       | 1993  |      |
| Relief Erzengel Michael                                                                 | in der Altarnische; Stein, erste Hälfte des 18. Jahrhunderts | in der Kirche St-Germain (Lage) | PM55001068    | Classé       | 1993  |      |
| Vier Skulpturen: Heiliger Sebastian, heiliger Nikolaus, heiliger Rochus und ein Bischof | auf der Altarbekrönung sowie neben dem Altar; Stein, erste Hälfte des 18. Jahrhunderts                                                                                 | in der Kirche St-Germain (Lage) | PM55001069    | Classé       | 1993  |      |
| Taufbecken                                                                              | Stein, 17. Jahrhundert | in der Kirche St-Germain (Lage) | PM55002279    | Inscrit      | 1998  |      |
| Spritzenwagen                                                                           | mit vier Eimern; 1857 gebaut | in der Mairie (Lage)            | PM55001321    | Classé       | 1998  |      |